# Демидович, Александр Владимирович
Александр Владимирович Демидович (бел. Аляксандр Уладзіміравіч Дземідовіч; род. 26 апреля 1989, Брест) — белорусский футболист, защитник. Является родным братом нападающего Вадима Демидовича.

## Клубная карьера
Воспитанник брестского футбола, с 2008 года играл за брестское «Динамо», но не сумел закрепиться в основном составе.
В августе 2012 года перешёл в микашевичский «Гранит», где стал основным защитником.
В феврале 2014 года подписал контракт с «Лидой». В лидском клубе также закрепился в основе. В январе 2015 года по истечении контракта покинул «Лиду». Сезон 2015 начал в «Барановичах», которые вернулись в первую лигу. В начале 2016 года проходил просмотр в брестском «Динамо», но не подошёл и присоединился к «Сморгони».
В августе 2016 года подписал контракт с гродненским «Неманом», однако во второй половине сезона 2016 не провела ни одного матча за основную команду. В марте 2017 года продлил контракт с гродненцами до конца сезона 2017, но вскоре был отдан в аренду «Смолевичи-СТИ». По итогам сезона 2017 помог смолевичскому клубу выйти в высшую лигу. В декабре 2017 года вернулся из аренды в «Неман».
В феврале 2018 года проходил просмотр в «Минске», но безуспешно и в марте присоединился к брестскому «Руху», с которым в итоге подписал контракт. Помог брестской команде в сезоне 2018 одержать победу во второй лиге. В первой половине 2019 года оставался игроком «Руха», но не провёл в первой лиге ни одного матча, сыграл только в одном матче в Кубке Белоруссии.
В июле 2019 года покинул брестский клуб и вскоре присоединился к пинской «Волне», где стал одним из основных игроков. Покинул «Волну» по окончании сезона 2019.
В апреле 2020 года стал игроком микашевичского «Гранита», где играл до конца сезона. В начале 2021 года перешел в «Брестжилстрой» из Второй лиги.

## Достижения
- Обладатель Кубка Беларуси: 2011/12
- Победитель Второй лиги Белоруссии: 2018

## Статистика
| Сезон    | Дивизион | Клуб                | Страна                    | Матчи | Голы |
| -------- | -------- | ------------------- | ------------------------- | ----- | ---- |
| 2007     | дубль    | Динамо (Брест)      | Флаг Беларуси (1995—2012) | 26    | 1    |
| 2008     | Д1       | Динамо (Брест)      | Флаг Беларуси (1995—2012) | 4     | 0    |
| 2009     | дубль    | Динамо (Брест)      | Флаг Беларуси (1995—2012) | 22    | 3    |
| 2010     | Д1       | Динамо (Брест)      | Флаг Беларуси (1995—2012) | 3     | 0    |
| 2011     | Д1       | Динамо (Брест)      | Флаг Беларуси (1995—2012) | 10    | 0    |
| 2012 (1) | Д1       | Брест               | Флаг Беларуси             | 0     | 0    |
| 2012 (2) | Д2       | Гранит (Микашевичи) | Флаг Беларуси             | 13    | 0    |
| 2013     | Д2       | Гранит (Микашевичи) | Флаг Беларуси             | 26    | 1    |
| 2014     | Д2       | Лида                | Флаг Беларуси             | 26    | 2    |
| 2015     | Д2       | Барановичи          | Флаг Беларуси             | 24    | 1    |
| 2016     | Д2       | Сморгонь            | Флаг Беларуси             | 11    | 1    |
| 2016 (2) | дубль    | Неман (Гродно)      | Флаг Беларуси             | 10    | 3    |
| 2017     | Д2       | Смолевичи-СТИ       | Флаг Беларуси             | 28    | 2    |
| 2018     | Д3       | Рух (Брест)         | Флаг Беларуси             | 28    | 6    |
| 2019 (1) | Д2       | Рух (Брест)         | Флаг Беларуси             | 0     | 0    |
| 2019 (2) | Д2       | Волна (Пинск)       | Флаг Беларуси             | 13    | 1    |
| 2020     | Д2       | Гранит (Микашевичи) | Флаг Беларуси             | 22    | 1    |